# In der Falle (Star Trek: Deep Space Nine)
In der Falle (Originaltitel: Civil Defense) ist die siebente Folge der dritten Staffel der US-amerikanischen Science-Fiction-Fernsehserie Star Trek: Deep Space Nine. Sie wurde in den Vereinigten Staaten über Syndication vermarktet und erstmals am 7. November 1994 auf verschiedenen Fernsehsendern ausgestrahlt. In Deutschland war sie zum ersten Mal am 22. Februar 1996 in einer synchronisierten Fassung auf Sat.1 zu sehen.

## Handlung
Im Jahr 2371 hilft auf der Raumstation Deep Space Nine Jake Sisko, der Sohn von Commander Benjamin Sisko, dem Chefingenieur Miles O’Brien beim Umbau einer früheren Erzaufbereitungsanlage. Hierzu müssen zunächst alte Dateien aus dem Computer gelöscht werden, die angelegt wurden, als die Station noch von den Cardassianern betrieben wurde. Als Commander Sisko ihnen einen Besuch abstattet, aktivieren sie versehentlich ein geheimes Sicherheitsprogramm, das für den Fall eines Aufstandes bajoranischer Arbeiter geschaffen wurde. Sie werden in dem Raum eingeschlossen und eine aufgezeichnete Nachricht des früheren Stationskommandanten Gul Dukat gibt den vermeintlichen Aufständischen acht Minuten, um sich zu ergeben.
Da ihr der benötigte Zugangscode fehlt, ist die erste Offizierin Kira Nerys nicht in der Lage, die Eingeschlossenen herauszubeamen. Jake zwängt sich durch den Erzschacht, um den Öffnungsmechanismus für eine Luke zu erreichen, durch die sein Vater und O’Brien entkommen könnten. Der Computer registriert dies jedoch als Ausbruchsversuch und tödliches Neurozin-Gas wird freigesetzt. Gerade noch rechtzeitig kann Jake die Luke öffnen und sich zusammen mit seinem Vater und O’Brien in Sicherheit bringen. Dies löst allerdings weitere stationsweite Sicherheitsmaßnahmen aus: Die Ops wird durch ein Kraftfeld versiegelt und niemand kann sie mehr verlassen. Ein weiteres Kraftfeld wird um das Sicherheitsbüro errichtet, wo Sicherheitschef Odo und der Barbesitzer Quark nun gefangen sind.
Wissenschaftsoffizierin Jadzia Dax versucht auf der Ops, die Kontrolle über den Computer zurückzuerlangen. Dies schlägt jedoch fehl und sie erleidet elektrische Verbrennungen. Durch ihren Versuch wird eine weitere Maßnahme aktiviert: Im gesamten Habitatring der Station soll Neurozin-Gas freigesetzt werden. Plötzlich erscheint Garak auf der Ops, der einzige noch auf der Station lebende Cardassianer. Er hat noch einen alten Zugangscode, der es ihm aber nur erlaubt, sich durch die Kraftfelder zu bewegen, nicht jedoch, das Sicherheitsprogramm zu deaktivieren. Er erklärt, dass das Neurozin-Gas über das Lebenserhaltungssystem freigesetzt wird. Dieses muss zerstört werden, um die Freisetzung zu verhindern. Kira gelingt dies mit einem Phaserschuss, doch jetzt reichen die Sauerstoffvorräte der Station nur noch für zwölf Stunden. Zudem löst Kiras Schuss einen zweistündigen Countdown aus, an dessen Ende die Selbstzerstörung der Station gestartet wird.
Garak versucht, sich als Dukat auszugeben und so das Programm zu beenden. Dadurch wird aber nur eine weitere Maßnahme aktiviert: In einem Replikator materialisiert eine Waffe und nimmt die gesamte Ops unter Feuer. Auf einmal beamt der echte Dukat auf die Ops. Er wurde automatisch über die Aktivierung des Sicherheitsprogramms informiert und war neugierig geworden. Er bietet an, es wieder abzuschalten, verlangt aber im Gegenzug, dass wieder cardassianisches Militär auf Deep Space Nine stationiert wird. Als Kira das ablehnt, will Dukat auf sein Schiff zurückkehren, doch plötzlich ist der Kontakt abgebrochen. Ein zweites, ihm unbekanntes Sicherheitsprogramm wird aktiviert. Eine Aufzeichnung von Legat Kell erklärt, die Kontaktaufnahme mit seinem Schiff sei als feiger Versuch Dukats gewertet worden, vor den aufständischen Bajoranern zu fliehen. Er ist damit ebenfalls auf Deep Space Nine gefangen.
Dukat erklärt, wie genau die Selbstzerstörung funktioniert: Nach Ablauf des Countdowns wird eine Überlastung des Fusionsreaktors erzeugt. Durch eine manuelle Abschaltung des Laserfusionsinitiators ließe sich dies verhindern, doch das ist nur direkt vom Reaktorraum aus möglich und der Weg dorthin ist durch zahlreiche Kraftfelder versperrt. Es gelingt schließlich, die Energieversorgung der Kraftfelder zu überlasten. Siskos Gruppe wird umgehend informiert, da sie sich in der Nähe des Reaktors aufhält. Sisko muss jedoch feststellen, dass alle Zugangswege zum Reaktorraum infolge der Überlastung des Energiesystems von Trümmern blockiert sind. Der Laserfusionsinitiator kann daher nicht mehr abgeschaltet werden. Sisko und O’Brien entwickeln allerdings einen Alternativplan: Sie wollen die Energie aus der Überlastung des Reaktors auf die Schutzschilde der Station umleiten, denn diese könnten sie schadlos absorbieren. Hierzu müssen sie aber eine Kontrollkonsole erreichen, um die herum ein Feuer ausgebrochen ist. Sisko und O’Brien kriechen durch einen Wartungsschacht, um sie zu erreichen. O’Brien verliert das Bewusstsein, wird aber von Jake gerettet, während Benjamin Sisko es zur Konsole schafft und die Energie des überlasteten Reaktors erfolgreich in die Schilde umleiten kann. Das Sicherheitsprogramm wird damit deaktiviert und die vollständige Computerkontrolle ist wiederhergestellt.

## Verbindungen zu anderen Star-Trek-Produktionen
Dass zwischen Dukat und Garak eine persönliche Feindschaft existiert, wurde erstmals in Folge 2.05 (Die Konspiration) von Star Trek: Deep Space Nine aus dem Jahr 1993 erwähnt.
In dieser Folge wird erstmals angedeutet, dass Gul Dukat Major Kira begehrt. Dies wurde in mehreren späteren Folgen der Serie wieder aufgegriffen.
Quarks Cousin Gaila wird hier erstmals erwähnt. Er hatte später Auftritte in zwei Folgen von Star Trek: Deep Space Nine und wurde in mehreren weiteren Folgen erneut erwähnt.
Dass ein verstecktes Computerprogramm aktiviert wird, sich plötzlich nicht mehr abschalten lässt und zu einer lebensgefährlichen Bedrohung wird, ist auch die Grundprämisse von Folge 3.25 (Rebellion Alpha) der Serie Star Trek: Raumschiff Voyager aus dem Jahr 1997.

## Produktion

### Drehbuch
Mike Krohns Grundidee für diese Folge war eine relativ kostengünstige Geschichte, die den Kampf Mensch gegen Maschine erzählen sollte. Es erwies sich jedoch als äußerst schwierig, daraus ein fertiges Drehbuch zu entwickeln. Jedes Mitglied des Autorenstabs der Serie versuchte sich daran, doch alle Vorschläge wurden von Produzent Michael Piller zunächst abgelehnt. Schließlich gelang dem Autorenstab doch noch eine Drehbuchversion, die Piller zufriedenstellte.

### Darsteller
Danny Goldring, Darsteller von Legat Kell, spielte auch Chief Burke in Folge 5.04 (Die Schlacht um Ajilon Prime) von Star Trek: Deep Space Nine, den Hirogen Karr in der Doppelfolge 4.18/19 (Das Tötungsspiel) von Star Trek: Raumschiff Voyager und zwei Gastrollen in je einer Folge von Star Trek: Enterprise.

## Rezeption
Keith DeCandido bewertete In der Falle 2013 auf tor.com als eine leicht überdurchschnittliche Folge von Star Trek: Deep Space Nine. Ihm gefiel die Darstellung aller Figuren und die Idee, dass jeder Versuch, das Problem zu lösen, die Dinge nur noch schlimmer macht. Beim mehrmaligen Sehen fielen ihm allerdings zahlreiche Schwächen der Folge auf: Er fand, sie hätte wunderbar in die erste Staffel gepasst, als O’Brien nach dem Abzug der Cardassianer noch zahlreiche Schäden reparieren musste. In der dritten Staffel erschien ihm eine solche Geschichte aber eher unpassend, da man das versteckte Programm zu dieser Zeit längst gefunden haben müsste und die Behälter mit dem tödlichen Neurozin-Gas längt entfernt worden sein müssten. Die Figurenkonstellation fand DeCandido nur teilweise gelungen. Die Geschehnisse auf der Ops fand er gut umgesetzt. Die Handlung um die Siskos und O’Brien empfand er hingegen nur am Anfang und am Ende der Folge spannend, während hier im Mittelteil recht wenig passiert. Die Gefangenschaft von Odo und Quark im Sicherheitsbüro trägt für DeCandido überhaupt nichts zur Gesamthandlung bei.
Caroline Siede empfahl In der Falle 2016 auf vox.com als eine von fünf Folgen von Star Trek: Deep Space Nine, die Neulingen einen guten Einstieg ins Star-Trek-Franchise ermöglichen.